# Anne-Marie Van Nuffel
Anne-Marie Van Nuffel (Aalst, 22 mei 1956) is een voormalige Belgische middellangeafstandsloopster, die was gespecialiseerd in de 800 en de 1500 m. Ze werd meervoudig Belgisch kampioene in deze disciplines. Van 1979 tot 2021 had ze het Belgische record in handen op de 1000 m.

## Loopbaan
Haar beste prestatie leverde Van Nuffel in 1980 met het winnen van een zilveren medaille bij de Europese indoorkampioenschappen in Sindelfingen op de 800 m. Met een tijd van 2.00,9 eindigde ze achter de Poolse Jolanta Januchta (goud; 2.00,6) en voor de Britse Liz Barnes (brons; 2.01,5). Haar tijd behoort tot de dag van vandaag nog altijd tot de toptijden.
Tegenwoordig is Anne-Marie Van Nuffel werkzaam als atletiekcoach. In het verleden was zij bijvoorbeeld trainster van middellangeafstandsloopster Sandra Stals.

## Belgische kampioenschappen
| Onderdeel | Jaar                         |
| --------- | ---------------------------- |
| 800 m     | 1973, 1974, 1978, 1979, 1982 |
| 1500 m    | 1978, 1979, 1980             |

## Persoonlijke records
Outdoor
| Afstand | Tijd    | Datum             | Jaar    |
| ------- | ------- | ----------------- | ------- |
| 400 m   | 53,60   | 1974              |         |
| 800 m   | 2.00,1  | 24 juli 1980      | Moskou  |
| 1000 m  | 2.36,76 | 17 augustus 1979  | Berlijn |
| 1500 m  | 4.09,18 | 5 augustus 1980   | Rome    |
| 1 mijl  | 4.49,62 | 16 september 1982 | Rieti   |

Indoor
| Afstand | Tijd    | Datum        | Jaar         |
| ------- | ------- | ------------ | ------------ |
| 800 m   | 2.00,9  | 2 maart 1980 | Sindelfingen |
| 1500 m  | 4.20,73 | 6 maart 1983 | Boedapest    |

## Palmares

### 800 m
- 1973:  BK AC - 2.08,5
- 1973: 4e in serie EK U20 in Duisburg - 2.09,32
- 1974:  BK AC - 2.05,7
- 1974: 5e in ½ fin. EK in Rome - 2.04,1
- 1975: 6e in reeks EK indoor in Katowice - 2.12,8
- 1976: 5e in reeks OS in Montreal - 2.04,05
- 1977: 5e in reeks EK indoor in San Sebastian - 2.05,0
- 1977:  BK AC - 2.04,3
- 1977:  Memorial Van Damme - 2.05,5
- 1978: 4e EK indoor in Milaan - 2.03,8
- 1978:  BK AC - 2.06,9
- 1978: 7e in ½ fin. EK in Praag - 2.06,2
- 1978:  Memorial Van Damme - 2.02,3
- 1979: 5e EK indoor in Wenen - 2.05,3
- 1979:  BK AC - 2.05,4
- 1980:  EK indoor in Sindelfingen - 2.00,9
- 1980: 8e in ½ fin. OS in Moskou - 2.02,0
- 1981: 5e EK indoor in Grenoble - 2.05,37
- 1982:  BK AC - 2.07,25

### 1500 m
- 1978:  BK AC - 4.20,2
- 1979:  BK AC - 4.17,2
- 1980:  BK AC - 4.21,8
- 1981:  BK AC - 4.33,41
- 1983: 5e EK indoor in Boedapest - 4.20,73

### 4 x 400 m
- 1976: 6e in reeks OS in Montreal - 3.32,87 (NR)
- 1978: 6e in reeks EK in Praag - 3.34,4

## Onderscheidingen
- 1974: Grote Feminaprijs van de KBAB